# Schiffornis
Schiffornis Bonaparte, 1854 è un genere di uccelli passeriformi della famiglia Tityridae, diffuso nella zona tropicale del Nuovo mondo.

## Tassonomia
Tradizionalmente il genere Schiffornis veniva attribuito alla famiglia Pipridae.

Analisi cladistiche, basate su caratteri morfologici dello scheletro e della siringe, hanno evidenziato significative somiglianze con i generi Laniocera, Onychorhynchus, Pachyramphus e Xenopsaris (inclusi nella famiglia Tyrannidae), i generi Iodopleura, Laniisoma e Tityra (Cotingidae), con i quali costituisce un raggruppamento monofiletico. 
Il raggruppamento è stato dapprima considerato come una sottofamiglia (Tityrinae) nell'ambito della famiglia Tyrannidae, quindi, sulla base di ulteriori risultanze di studi molecolari, elevato al rango di famiglia a sé stante (Tityridae).
Il genere Schiffornis comprende le seguenti specie:
- Schiffornis major Des Murs, 1856
- Schiffornis olivacea (Ridgway, 1906)
- Schiffornis veraepacis (Sclater & Salvin, 1860)
- Schiffornis aenea Zimmer, 1936
- Schiffornis stenorhyncha (Sclater & Salvin, 1869)
- Schiffornis turdina (Wied-Neuwied, 1831)
- Schiffornis virescens (Lafresnaye, 1838)